# Davis (Oklahoma)
Davis é uma cidade localizada no estado norte-americano de Oklahoma, no Condado de Garvin e Condado de Murray.

## Demografia
Segundo o censo norte-americano de 2000, a sua população era de 2610 habitantes.
Em 2006, foi estimada uma população de 2663, um aumento de 53 (2.0%).

## Geografia
De acordo com o United States Census Bureau tem uma área de
28,5 km², dos quais 28,5 km² cobertos por terra e 0,0 km² cobertos por água. Davis localiza-se a aproximadamente 332 m acima do nível do mar.

## Localidades na vizinhança
O diagrama seguinte representa as localidades num raio de 28 km ao redor de Davis.